# Parodia allosiphon
Parodia allosiphon ist eine Pflanzenart aus der Gattung Parodia in der Familie der Kakteengewächse (Cactaceae). Das Artepitheton allosiphon leitet sich von den griechischen Worten allos für ‚anders‘ oder ‚verschieden‘ sowie siphon für ‚Röhre‘ ab.

## Beschreibung
Parodia allosiphon wächst in der Regel einzeln. Die trübgrünen kugelförmigen Triebe erreichen Wuchshöhen von 8 bis 12 Zentimeter (selten bis 18 Zentimeter) und Durchmesser von 11 bis 13 Zentimeter (selten bis 18 Zentimeter). Der Triebscheitel ist eingesenkt und nahezu unbedornt. Die 15 bis 16 Rippen sind gerundet gehöckert. Die auf ihnen befindlichen Areolen sitzen zwischen den Höckern und sind anfangs bewollt. Die vier dünnen, dunkelroten Mitteldornen vergrauen im Alter. Sie weisen Längen von 0,9 bis 1,9 Zentimeter auf. Der obere Mitteldorn ist abstehend, die übrigen spreizend. Die zwei bis sechs Randdornen ähneln den Mitteldornen, sind jedoch kürzer und dünner.
Die weißen Blüten  besitzen einen hellgelben Schein. Sie erreichen Durchmesser von 5 bis 6 Zentimeter und Längen von bis zu 5,5 Zentimeter. Ihr Perikarpell und die Blütenröhre sind mit dichter, gräulich brauner Wolle und Schuppen besetzt. Die gelblich grünen, nicht aufreißenden Früchte sind bei der Reife trocken und 2,5 bis 3 Zentimeter lang. Die Früchte enthalten mattschwarze Samen, die gehöckert sind.

## Verbreitung, Systematik und Gefährdung
Parodia allosiphon ist in Uruguay im Departamento Rivera verbreitet.
Die Erstbeschreibung als Notocactus allosiphon durch Eduardo Marchesi wurde 1972 veröffentlicht. Nigel Paul Taylor stellte die Art 1987 in die Gattung Parodia. Ein nomenklatorisches Synonym ist Ritterocactus allosiphon (Marchesi) Doweld (1999).
In der Roten Liste gefährdeter Arten der IUCN wird die Art als „Endangered (EN)“, d. h. als stark gefährdet geführt.

## Nachweise

## Weiterführende Literatur
- Urs Eggli, Reto Nyffeler: Parodia allosiphon (Marchesi) N. P. Taylor (Cactaceae – Cactoideae) – a cladistically `basal’ species with a restricted distribution range (Notes towards a checklist of Cactaceae of Uruguay, 2). In Bradleya. Band 25, 2007, S. 37–44 (PDF; 2,8 MB).